# Чернали
Чернали (рос. Черналы) — присілок у Большереченському районі Омської області Російської Федерації.
Орган місцевого самоврядування — Уленкульське сільське поселення. Населення становить 223 особи.

## Історія
Згідно із законом від 30 липня 2004 року органом місцевого самоврядування є Уленкульське сільське поселення.

## Населення
| 1926 | 2002 | 2010 |
| ---- | ---- | ---- |
| 352  | ↘253 | ↘223 |